# Cantonul Andelot-Blancheville
Cantonul Andelot-Blancheville este un canton din arondismentul Chaumont, departamentul Haute-Marne, regiunea Champagne-Ardenne, Franța.

## Comune
| Comune                | Populație (1999) | Cod poștal | Cod INSEE |
| --------------------- | ---------------- | ---------- | --------- |
| Andelot-Blancheville  | 1 004            | 52700      | 52008     |
| Bourdons-sur-Rognon   | 294              | 52700      | 52061     |
| Briaucourt            | 201              | 52700      | 52075     |
| Chantraines           | 178              | 52700      | 52107     |
| Cirey-lès-Mareilles   | 101              | 52700      | 52128     |
| Consigny              | 76               | 52700      | 52142     |
| Darmannes             | 162              | 52700      | 52167     |
| Ecot-la-Combe         | 25               | 52700      | 52183     |
| Forcey                | 71               | 52700      | 52204     |
| Mareilles             | 116              | 52700      | 52313     |
| Montot-sur-Rognon     | 115              | 52700      | 52335     |
| Reynel                | 162              | 52700      | 52420     |
| Rimaucourt            | 753              | 52700      | 52423     |
| Rochefort-sur-la-Côte | 61               | 52700      | 52428     |
| Signéville            | 86               | 52700      | 52473     |
| Vignes-la-Côte        | 58               | 52700      | 52523     |